# Eilema albicostata
Eilema albicostata là một loài bướm đêm thuộc phân họ Arctiinae, họ Erebidae.